# Friedenskaserne

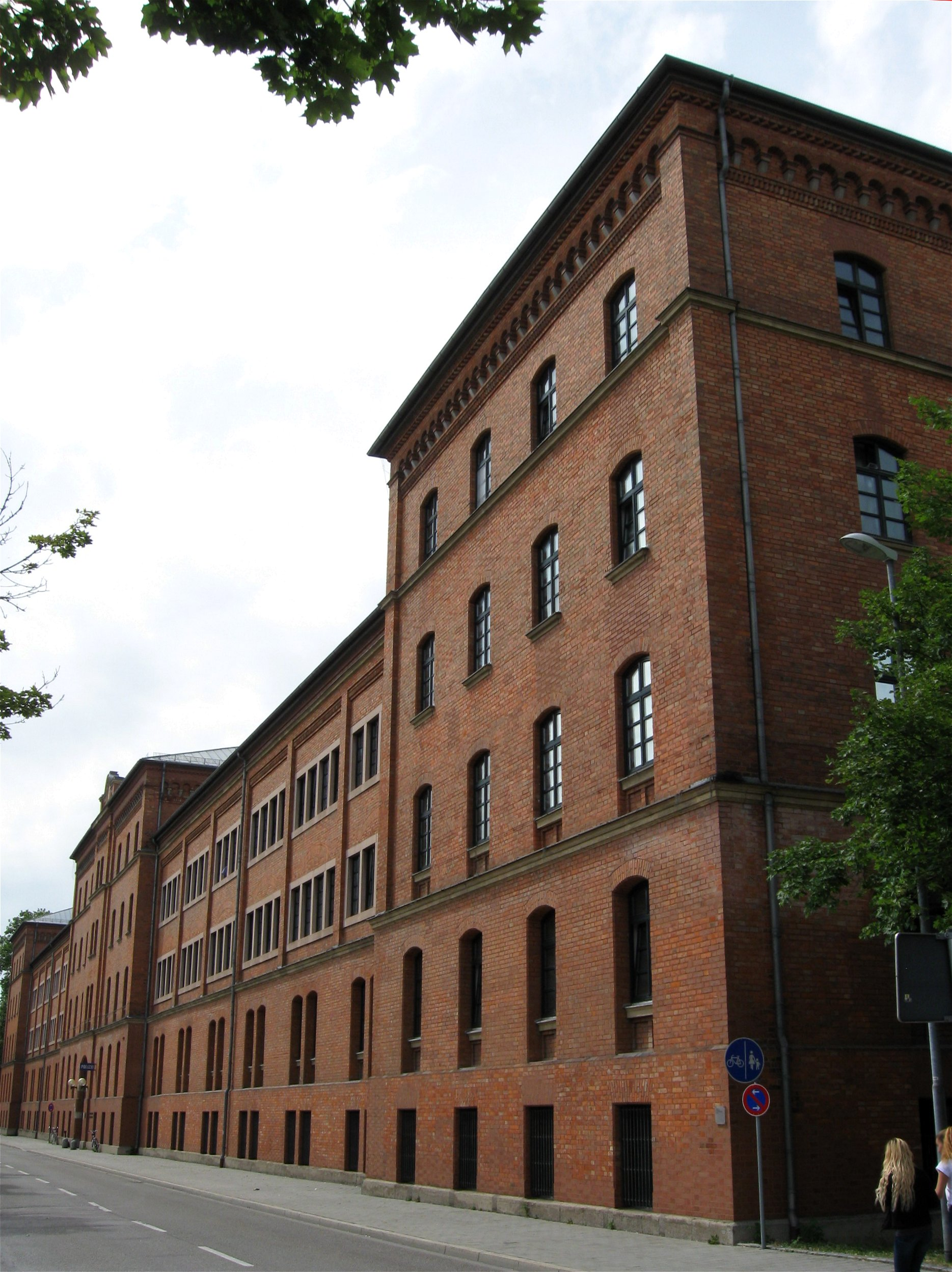
Der östliche Haupttrakt, das heutige Finanzamt Ingolstadt

Die Friedenskaserne ist eine ehemalige Kasernenanlage in Ingolstadt. Ihre beiden zwischen 1878 und 1880 für die Bayerische Armee errichteten Hauptgebäude waren Teil der Landesfestung Ingolstadt und werden heute als Finanzamt und als Polizeidienststelle genutzt.

## Name
Der Name „Friedenskaserne“ rührt daher, dass das Gebäude anders als zum Beispiel das fast 20 Jahre früher erbaute Kriegsspital nicht „bombensicher“ im Sinne eines Beschusses durch damalige Artillerie war.  Der Name wurde aus gleichem Grund auch für Kasernen an anderen Standorten wie Neu-Ulm verwendet.

## Baubeschreibung
Die beiden langgestreckten, etwa je 140 Meter breiten Haupttrakte mit flachen Walmdächern und identischer Fassadengliederung in Sichtziegelmauerwerk bestehen jeweils aus einem viergeschossigen Hauptbau, viergeschossigen Eckbauten und dreigeschossigen Verbindungsbauten. Die zugehörigen beiden langgestreckten Pulvermagazine haben Satteldächer und eine verzahnte Eckquadererung.

## Bau- und Nutzungsgeschichte
Die beiden Pulvermagazine wurden bereits 1848 am nördlichen Rand der Altstadt errichtet. Die beiden Haupttrakte wurden von 1878 bis 1880 erbaut und beherbergten zwei Bataillone des 13. Infanterie-Regiment, nach dem später auch die hinter der Kaserne liegende Dreizehnerstraße benannt wurde. Die Reichswehr garnisonierte hier das II. Bataillon des 20. (Bayerischen) Infanterie-Regiments, die Wehrmacht verschiedene Truppenteile. Bei Ende des Zweiten Weltkrieges wurde das Areal zunächst von den US-Streitkräften als Lager für Kriegsgefangene und inhaftierte Funktionäre des NS-Regimes wie den Oberbürgermeister Josef Listl genutzt. Danach wurde das Objekt Durchgangslager für Flüchtlinge und Displaced Persons. 1953 pachtete die Auto Union GmbH die Friedenskaserne wie zahlreiche andere ehemalige Ingolstädter Militärbauten und nutzte sie für den Wiederaufbau des ursprünglich in Mitteldeutschland beheimateten Unternehmens, so dass bei der Wiederbewaffnung  die Bundeswehr 1957 die neue Pionierkaserne auf der Schanz südlich der Donau bezog. Später gab der Fahrzeughersteller die verstreuten Innenstadtliegenschaften auf und errichtete am damals nordwestlichen Stadtrand moderne Gebäude. Die Friedenskaserne stand daraufhin einige Zeit leer und wurde von 1980 bis 1984 vollständig entkernt sowie neu strukturiert. Seit der Sanierung dient der Westtrakt als Polizeidienststelle (neben der Polizeiinspektion auch die Polizeidirektion Ingolstadt, die 2008 durch das Polizeipräsidium Oberbayern Nord ersetzt wurde) und der Osttrakt als Finanzamt. Hinter dem Polizeigebäude wurden geräumige Garagenanlage für Einsatzfahrzeuge errichtet. Das östliche Pulvermagazin wird heute als Russisch-Orthodoxe Kirche St. Nikolaus genutzt. Die historischen Gebäude stehen unter Denkmalschutz.